# Нікерсон (Канзас)
Нікерсон (англ. Nickerson) — місто (англ. city) в США, в окрузі Ріно штату Канзас. Населення — 1058 осіб (2020).

## Географія
Нікерсон розташований за координатами 38°8′56″ пн. ш. 98°5′17″ зх. д. / 38.14889° пн. ш. 98.08806° зх. д. (38.148771, -98.088028).  За даними Бюро перепису населення США в 2010 році місто мало площу 3,50 км², уся площа — суходіл.

## Демографія
Згідно з переписом 2010 року, у місті мешкало 1070 осіб у 422 домогосподарствах у складі 318 родин. Густота населення становила 305 осіб/км².  Було 493 помешкання (141/км²).
Расовий склад населення:
| - 98,7 % — білих - 0,4 % — чорних або афроамериканців - 0,1 % — корінних американців |

До двох чи більше рас належало 0,7 %. Частка іспаномовних становила 2,1 % від усіх жителів.
За віковим діапазоном населення розподілялося таким чином: 26,2 % — особи молодші 18 років, 58,1 % — особи у віці 18—64 років, 15,7 % — особи у віці 65 років та старші. Медіана віку мешканця становила 38,8 року. На 100 осіб жіночої статі у місті припадало 103,0 чоловіків;  на 100 жінок у віці від 18 років та старших — 97,0 чоловіків також старших 18 років.
Середній дохід на одне домашнє господарство  становив 47 705 доларів США (медіана — 41 576), а середній дохід на одну сім'ю — 50 929 доларів (медіана — 47 708). Медіана доходів становила 35 750 доларів для чоловіків та 27 404 долари для жінок. За межею бідності перебувало 15,7 % осіб, у тому числі 24,8 % дітей у віці до 18 років та 5,4 % осіб у віці 65 років та старших.
Цивільне працевлаштоване населення становило 557 осіб. Основні галузі зайнятості: освіта, охорона здоров'я та соціальна допомога — 26,4 %, роздрібна торгівля — 13,3 %, виробництво — 11,7 %, мистецтво, розваги та відпочинок — 10,4 %.